# Pedro Velarde
Pedro Velarde y Santillán (Muriedas, 19 de octubre de 1779-Madrid, 2 de mayo de 1808) fue un militar español, conocido por su participación en el levantamiento del 2 de mayo de la Guerra de la Independencia española.

## Biografía

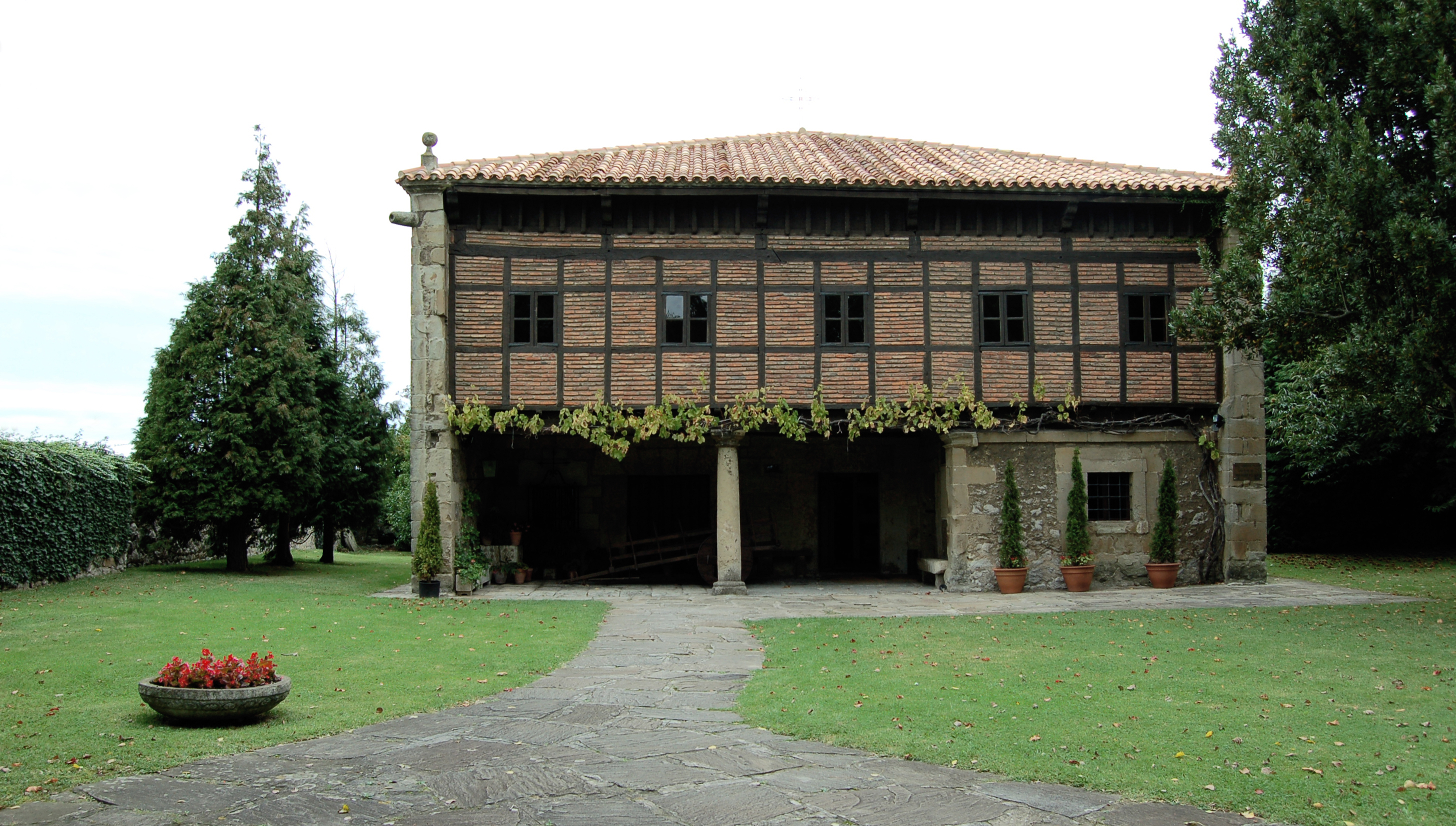
Casona solariega de los Velarde en Muriedas (Cantabria), lugar de nacimiento de Pedro Velarde. Actualmente es un museo sobre la etnografía cántabra pero tiene además una estancia dedicada a Velarde.

Nació en Muriedas, en el Valle de Camargo (Cantabria), en la casona-palacio de los Velarde (casa-palacio que desde 1966 acoge el Museo Etnográfico de Cantabria), hijo de José Antonio Velarde y Herrera y de su esposa María Luisa de Santillán y Sainz.
El 16 de octubre de 1793, a los catorce años de edad, ingresó como cadete en el Real Colegio de Artillería de Segovia. Terminó sus estudios como número 2 de su promoción y recibió un ascenso al grado de subteniente el 11 de enero de 1799. En 1801 fue destinado al ejército que operaba en Portugal. El 12 de julio de 1802 ascendió al grado de teniente y el 6 de abril de 1804 al de capitán. El 1 de agosto de ese mismo año entró como profesor de la Academia en la que había estudiado. Era un auténtico experto en la medición de la velocidad de los proyectiles. Permaneció como profesor hasta el 1 de agosto de 1806, fecha en la que fue nombrado secretario de la Junta Superior Económica del Cuerpo de Artillería, por lo que tuvo que trasladarse a residir a Madrid por estar allí ubicado el Estado Mayor, cargo que le permitía disponer de mucha información. Joaquín Murat intentó atraerle a la causa napoleónica, a lo que Velarde respondió que "no podía separarse del servicio de España sin la voluntad expresa del rey, de su cuerpo y de sus padres".

### Levantamiento del 2 de mayo

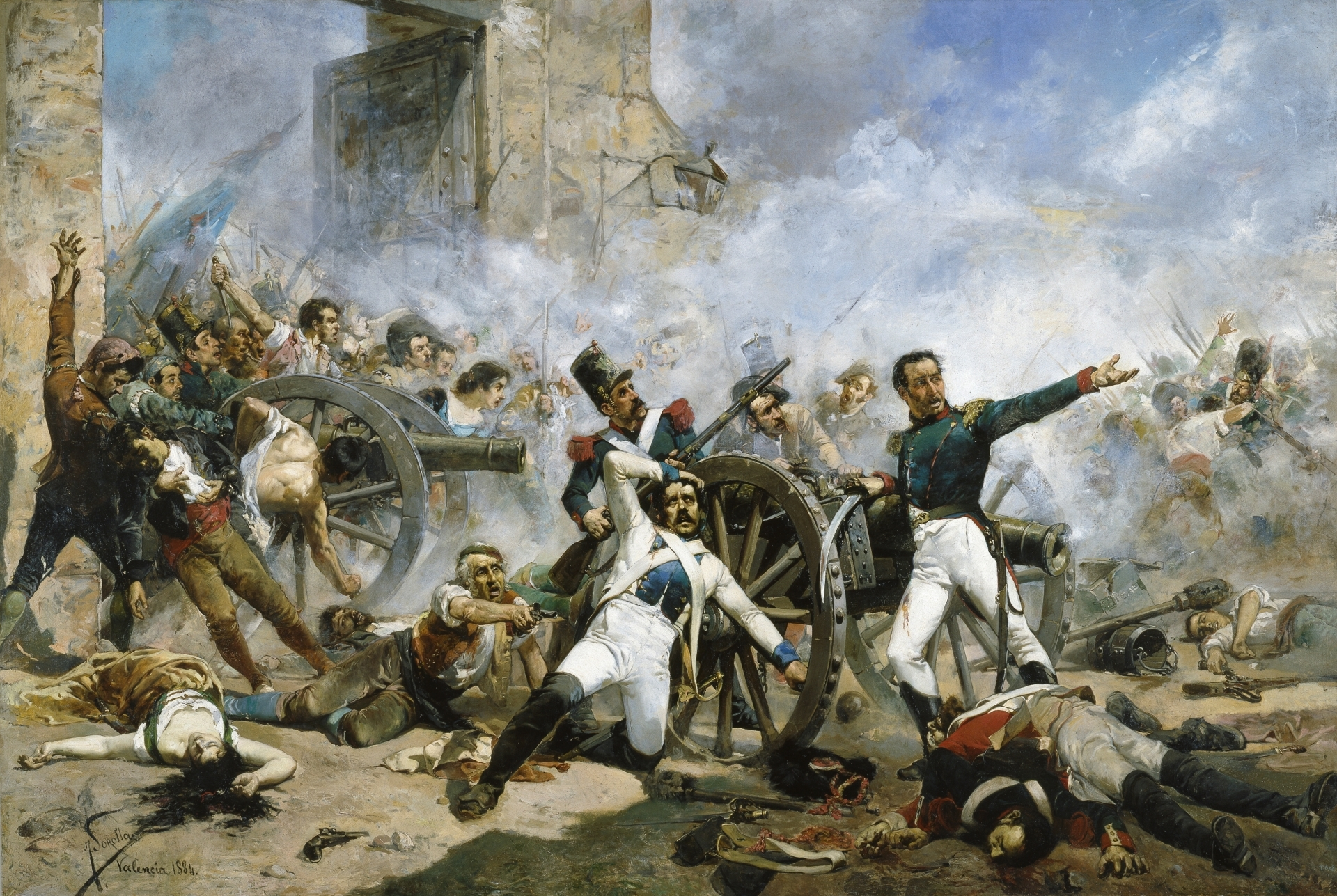
La muerte de Pedro Velarde durante la defensa del parque de artillería de Monteleón, de Joaquín Sorolla.

Tras el fracaso de su plan de levantamiento general urdido con Luis Daoiz y Torres, ya en 1808, Velarde siguió en su destino hasta que, en la mañana del dos de mayo, al escuchar los primeros disparos, lo abandonó exclamando: 

Es preciso batirnos; es preciso morir; vamos a batirnos contra los franceses.

Se dirigió al Parque de Artillería de Monteleón, en el que desarmó a la guardia francesa que vigilaba que los españoles no fabricaran más munición de la normal, convenció a Daoiz de que era necesario dar armas al pueblo y entre ambos prepararon la defensa del cuartel.
Cuando Daoiz ya había caído, Velarde fue mortalmente herido por un disparo a quemarropa de un oficial de la Guardia Noble polaca. Velarde fue enterrado en la iglesia de San Martín esa misma noche junto a Daoiz y otros soldados españoles.

## Monumentos y homenajes

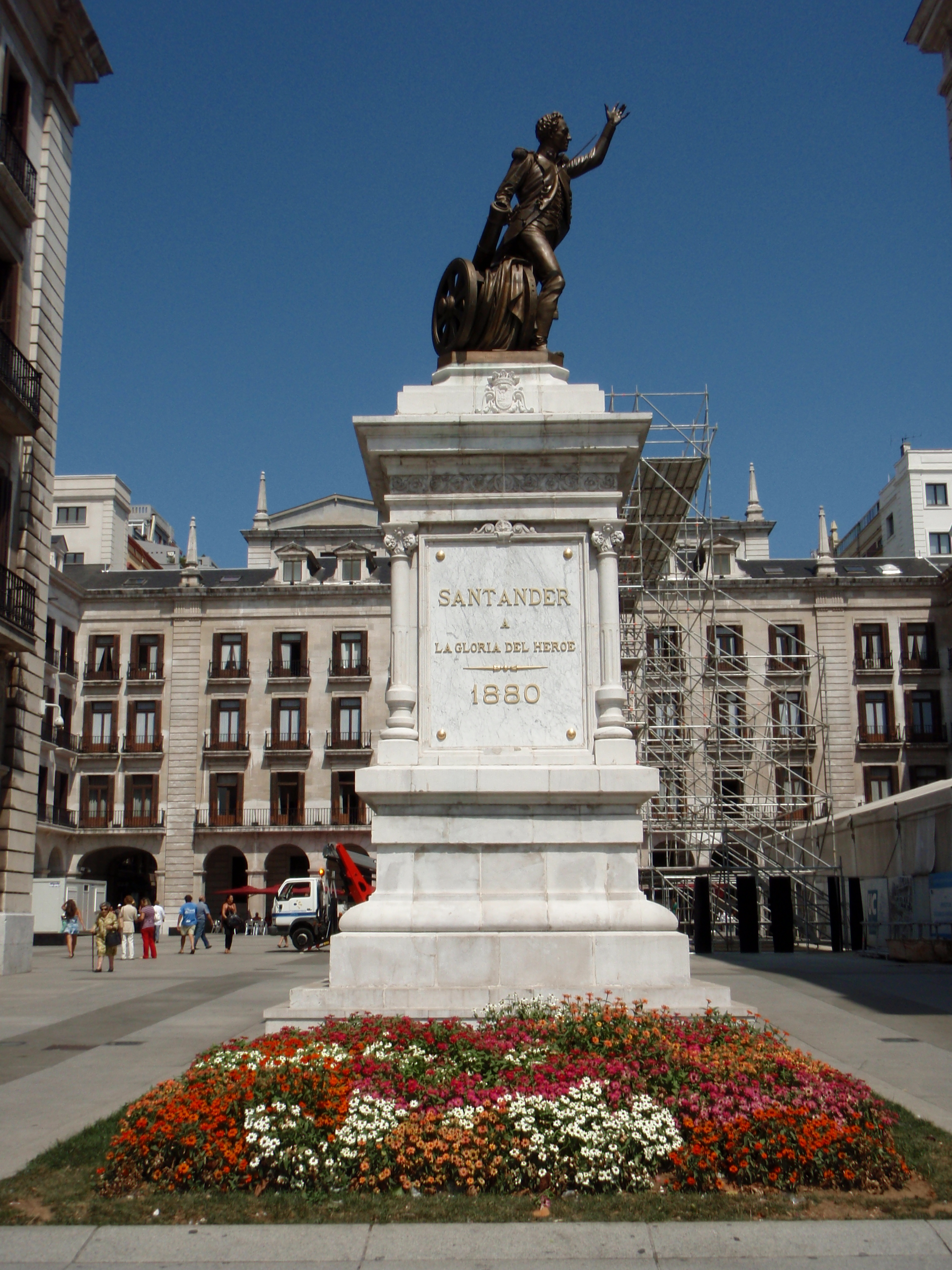
Estatua erigida en Santander en memoria de Pedro Velarde. En el pedestal hay una inscripción que dice: Santander a la gloria del héroe. 1880.

El 2 de mayo de 1814, sus restos fueron trasladados, junto con los de Luis Daoiz, a la colegiata de San Isidro el Real como homenaje a su sacrificio. Hoy reposan en el Monumento a los héroes del Dos de Mayo del paseo del Prado de Madrid que en su honor se erigió en 1840. Los dos leones de bronce que adornan la entrada principal del Congreso de los Diputados en Madrid, fundidos en la Real Fábrica de Artillería de Sevilla, reciben los nombres de "Daoiz y Velarde" en honor a ambos militares españoles.
Asimismo cabe destacar el monumento que en recuerdo de los dos principales baluartes de la resistencia del 2 de mayo se levantó en la plaza de acceso al Alcázar de Segovia, realizado por el escultor Aniceto Marinas en 1910.
En Santander existe también una estatua  que en el año 2007 fue renovada y colocada en la llamada plaza Porticada o plaza de Velarde (anteriormente estaba en los jardines de Pereda), tras unas obras de acondicionamiento del lugar. En el monumento hay una inscripción que dice: "Santander a la gloria del héroe. 1880".